# Eumastax restrepoi
Eumastax restrepoi är en insektsart som beskrevs av Marius Descamps 1971. Eumastax restrepoi ingår i släktet Eumastax och familjen Eumastacidae. Inga underarter finns listade i Catalogue of Life.